# Narcao Blues Festival
Il Narcao Blues Festival è un festival musicale di genere principalmente blues nato nel 1989 che si svolge generalmente nel terzo week end del mese di luglio dal mercoledì al sabato, 4 giorni con due gruppi per serata. Il festival si tiene nella Piazza Europa del Comune di Narcao in Sardegna.
Viene organizzato dall'Associazione culturale Progetto Evoluzione, nata nel 1988, che è responsabile anche del festival Gospel Explosion, nato nel 2002, che si svolge a dicembre, ed altre iniziative minori.
Al festival, dalla sua nascita sino ad oggi, si sono esibiti moltissimi artisti di provata fama internazionale siano essi Italiani, Europei o Americani, e viene considerato uno dei più importanti festival del genere non solo in Italia ma anche a livello europeo.

## Elenco partecipanti alle varie edizioni
- 1994 - Aida Cooper, Johnny Mars & Big Fat Mama, Andy J. Forest, Treves Blues Band
- 1995 - Andy J. Forest, Dirty Hands, Blue Stuff, Roberto Ciotti, Michael Coleman
- 1996 - The Blues Worshippers, Nick Becattini, Ronny Jones
- 1997 - Vas-Tie Jackson, Eugenio Finardi, Rudy Rotta, Mama's Pit, Roy Roberts, Hotel La Salle, Scott Henderson
- 1998 - Enzo Avitabile, King Biscuit Time, John Primer, Rudy Rotta, Paolo Belli
- 1999 - Popa Chubby, James Senese, Sherman Robertson, Back in Blues Band, The Friendly Traveler of New Orleans, Big Joe Turner
- 2000 - Rico Blues Band, Gnola Blues Band, Houes Band, Egidio Ingala, Giancarlo Crea, Enzo Avitabile, Canned Heat e Mick Taylor
- 2001 - Fabrizio Poggi, Marva Wright, Maurice John Vaughn, Morblus, Eric Sardinas e Robben Ford
- 2002 - Rudy Rotta, Brian Auger, Tommy Castro, Marcia Ball, John Campbelljohn, Billy Branch, The Holmes Brothers
- 2003 - Willy De Ville, Nine Below Zero, Anders Osborne, Charmaine Neville, Sharrie Williams Charlie Musselwhite
- 2004 - John Mayall
- 2005 - Jimmy Burns, Big Joe Turner, Paul Lamb, Albie Donnelly, Slow Feel
- 2006 - Eric Sardinas, Davide Van De Sfroos, John Money, Bryan Lee, Davell Crawford, Neville Brothers
- 2007 - Francesco Piu, Morblus, Marco Pandolfi, Jon Tiven, Joe Bonamassa, James Cotton, The Fabuolous Thunderbirds, Jerry Portnoy
- 2008 - Hans Theesink, Robben Ford, Eric Steckel, Roy Young, Nora Jean Bruso, The Blind Boys of Alabama
- 2009 - Angelo "Leadbelly" Rossi, Sarah Jane Morris, Watermelon Slim, Ana Popović, Lynwood Slim, Eric Burdon & The Animals, Roberto Ciotti, Roy Roberts
- 2010 - Sonny Landreth, Popa Chubby, Eric Bibb, Larry Carlton, Mark DuFresne, Peter Green, John Cleary, The Dirty Dozen Brass Band
- 2011 - Danny Bryant, Dr. Feelgood, John Hammond, Linda Sings the Blues, Terry "Harmonica" Bean, Max Prandi, Robert Randolph, Veronica & The Red Wine Serenaders, Sir Waldo Weathers
- 2012 - Roland Tchakounte, James Cotton
- 2013 - Baba Sissoko, Ian Siegal, Lakeetra Knowles, Walter Wolfman Washington, Mandolin' Brothers, James Hunter Six
- 2014 - Joe Driscoll, Los Lobos, Reverend and The Lady, Mike Seeber, The Steepwater Band, Marco Pandolfi, Latvian Blues Band